# ボルハ・バレロ
ボルハ・バレロ・イグレシアス（Borja Valero Iglesias, 1985年1月12日 - ）は、スペイン・マドリード出身の元サッカー選手。現役時代のポジションはミッドフィールダー。元スペイン代表。

## 経歴

### クラブ

#### R・マドリード下部組織時代
レアル・マドリードの下部組織出身で、2006年10月25日のコパ・デル・レイ・エシハ・バロンピエ戦でハビ・ガルシアとの途中交代でトップチームデビューした。2006年12月6日にはUEFAチャンピオンズリーグのアウェーでのディナモ・キエフ戦にミゲル・アンヘル・ニエトとの交代で出場した。しかし、2005年からの2年間はレアル・マドリードBでのセグンダ・ディビシオン（2部）の出場がほとんどだった。

#### RCDマジョルカ
2007年8月、5年契約でRCDマジョルカに移籍した。2008年3月9日、7-1と大勝したレクレアティーボ・ウェルバ戦で初得点した。4月5日、古巣のレアル・マドリード相手に得点を決めて1-1の引き分けに持ち込んだ。5月11日、カンプ・ノウでのFCバルセロナ戦では2点を先行されながらバレーロの得点で反撃に転じ、最終的に3-2のスコアで逆転勝利を飾った。

#### WBA
2008年8月22日、FLチャンピオンシップ（2部）の優勝チームでプレミアリーグ（1部）に昇格したばかりのウェスト・ブロムウィッチ・アルビオンFCに4年契約で移籍した。RCDマジョルカとは親善試合で対戦したばかりで、700万ユーロ（470万ポンド）の移籍金はウェスト・ブロムウィッチのクラブ史上最高額だった。フットボールリーグカップのハートリプール・ユナイテッドFC戦でデビューした。主にトップ下として30試合に出場したが得点はなく、チームは20位で1シーズンでのFLチャンピオンシップ降格が決まった。

#### RCDマジョルカへのレンタル復帰
2009年夏の移籍期間が閉まる直前に古巣のRCDマジョルカにレンタル移籍した。RCDマジョルカはフアン・アランゴやホセ・マヌエル・フラドなどを放出しており、攻撃的ミッドフィールダーを探していた。RCDマジョルカではプレースキックを担当し、2010年4月19日のCAオサスナ戦などでアシストを記録し、自身も5得点を決めたが、そのうち3得点は0-1の劣勢から1-1の引き分けに持ち込む同点ゴールである。3月27日のFCバルセロナ戦では正面からのフリーキックをポストに当て、得点はならなかった。リーグ戦33試合・コパ・デル・レイ5試合に出場し、クラブのリーグ5位に貢献した。活躍が認められ、このシーズンのスペイン人最優秀選手に選ばれた。400万ユーロを支払えば完全移籍で買い取れる契約であったが、財政難のRCDマジョルカはその金額を支払えず、シーズン終了後にWBAに戻った。5月16日、FCバルセロナのジョゼップ・グアルディオラ監督がバレーロ獲得を希望していると報道された。2010-11シーズンはビジャレアルCFへ移籍。同クラブでは2シーズンで71試合出場、8得点をあげ中心選手として活躍した。2012年にクラブが降格することを受け移籍することになった。

#### フィオレンティーナ
2012年8月3日、フィオレンティーナに700万ユーロの移籍金で移籍。移籍初年度からレギュラーとして活躍し、ヴィンチェンツォ・モンテッラ監督の元でアルベルト・アクイラーニとダビド・ピサーロと組む3センターハーフはイタリアのスポーツ紙ガゼッタ・デロ・スポルト等に「セリエA最高の中盤」と評され、このシーズンのフィオレンティーナのポゼッションサッカーを支えた。出場試合数はリーグ戦37試合とチーム内で1位、11アシストを記録、セリエA全体としてもフィールドプレイヤーでは最も多くの時間出場した選手の1人であった。
2014年7月15日には2019年までの契約延長が公式に発表された。2015-16シーズンにはセリエAでの出場試合数が100試合に達し、バレロ自身にとってフィオレンティーナが最も多くリーグ戦に出場した所属クラブとなった。

#### インテル・ミラノ
2017年7月10日、インテルナツィオナーレ・ミラノに移籍した。

#### フィオレンティーナ復帰
2020年9月15日、フィオレンティーナと1年契約を結んだ。

#### CSリボウスキ加入
2021年6月30日、現役引退を表明し、プロサッカー選手としてのキャリアを終えた。
ところが、プロモツィオーネ（イタリア6部）を戦うフィレンツェのアマチュアクラブであるチェントロ・ストリコ・リボウスキがソーシャル・ネットワーク上にジョークで合成画像を掲載したことがきっかけとなり、8月23日にCSリボウスキ加入が正式に発表された。

### 代表
2004年に出場したUEFA U-19欧州選手権では決勝のトルコ戦でロスタイムに決勝点を決め、優勝に貢献した。
2011年6月4日のアメリカとの親善試合で途中出場してA代表デビューを果たし、フェルナンド・トーレスの得点をアシストした。

## 人物
「グティ2世」と呼ばれることもある。

## タイトル
- U-19スペイン代表

UEFA U-19欧州選手権 : 2004
- 個人

ドン・バロン・アワード 最優秀スペイン人選手賞 : 2009-10